# Elecciones provinciales de Tucumán de 1946
Las elecciones generales de la provincia de Tucumán de 1946 tuvieron lugar el domingo 23 de febrero del mencionado año con el objetivo de restaurar las instituciones democráticas constitucionales y autónomas de la provincia después de tres años de la intervención federal realizada por la dictadura militar surgida de la autodenominada revolución del 43. Se debía elegir al Gobernador, a los 19 escaños del Senado Provincial, y a los 34 escaños de la Cámara de Diputados, que conformarían los poderes ejecutivo y legislativo de la provincia para el período 1946-1950. Se realizaron al mismo tiempo que las elecciones presidenciales y legislativas a nivel nacional.
En consonancia con el triunfo de Juan Domingo Perón, que inició la creación del movimiento peronista o justicialista en la Argentina, en Tucumán el candidato del Partido Laborista, Carlos Domínguez, obtuvo una arrolladora e indiscutida victoria con el 64,79% de los votos contra el 25,09% de Eudoro Aráoz, candidato de la Unión Cívica Radical (UCR) y apoyado por los partidos de la Unión Democrática. Aunque Aráoz había logrado unificar a los dos sectores históricamente enemistados del radicalismo tucumano (el concurrencismo y el alvearismo), no pudo representar una auténtica amenaza electoral para el peronismo. Muy atrás quedó el anteriormente fuerte Partido Demócrata Nacional (PDN), con su candidato Eduardo Paz obteniendo el 2,85%. La participación fue del 74,27% del electorado registrado.
En el plano legislativo, el peronismo naciente obtuvo 18 de 19 de los senadores departamentales y una mayoría de dos tercios en la Cámara de Diputados, viéndose el radicalismo reducido a su mínima expresión y los demócratas nacionales sin ninguna representación. Domínguez asumió el 4 de junio de 1946, al mismo tiempo que los legisladores electos.

## Cargos a elegir
| Departamento | A elegir  | A elegir  | A elegir  |
| Departamento | Electores | Diputados | Senadores |
| ------------ | --------- | --------- | --------- |
| Burruyacú    | 2         | 1         | 1         |
| Capital      | 15        | 10        | 5         |
| Chicligasta  | 5         | 3         | 2         |
| Cruz Alta    | 6         | 4         | 2         |
| Famaillá     | 6         | 4         | 2         |
| Graneros     | 2         | 1         | 1         |
| Leales       | 2         | 1         | 1         |
| Monteros     | 6         | 4         | 2         |
| Río Chico    | 4         | 3         | 1         |
| Tafí         | 3         | 2         | 1         |
| Trancas      | 2         | 1         | 1         |
| Total        | 53        | 34        | 19        |

## Resultados

### Gobernador
|  | 64,79 % |

|  | 25,09 % |

|  | 4,86 % |

|  | 2,85 % |

|  | 1,42 % |

|  | 0,99 % |

|  | 100 % |

|  | 74,27 % |

#### Resultados por departamentos
| Burruyacú 2 Electores               | Burruyacú 2 Electores               | Burruyacú 2 Electores | Burruyacú 2 Electores | Burruyacú 2 Electores | Burruyacú 2 Electores |
| Partido                             | Partido                             | Votos                 | %                     | Bancas                | Electos |
| ----------------------------------- | ----------------------------------- | --------------------- | --------------------- | --------------------- | --- |
|                                     | Partido Laborista                   | 2.808                 | 48,51                 | 1/2                   | - Máximo Absalón Ahumada |
|                                     | Unión Cívica Radical                | 2.211                 | 38,19                 | 1/2                   | - Clemente Ramón Barquet |
|                                     | Unión Cívica Radical Yrigoyenista   | 526                   | 9,09                  |                       | |
|                                     | Partido Demócrata Nacional          | 180                   | 3,11                  |                       | |
|                                     | Partido Socialista                  | 55                    | 0,95                  |                       | |
|                                     | Partido Laborista Tucumano          | 9                     | 0,16                  |                       | |
| Total de votos                      | Total de votos                      | 5.789                 | 100                   |                       | |
| Electores registrados/participación | Electores registrados/participación | 7.814                 | 74,08                 |                       | |
| Capital 15 Electores                |                                     |                       |                       |                       | |
| Partido                             | Partido                             | Votos                 | %                     | Bancas                | Electos |
|                                     | Partido Laborista                   | 20.656                | 58,72                 | 10/15                 | Ver electos: - Raimundo Augusto Bianco - Roque Alberto Gómez - Pedro Nolasco López - José Santos Alarcón - Maximiliano Froilán López - Fermín Alberto Valdez - Antonio Siles - Albino Vischi - José Héctor Colombres - Pablo Bautista Ocampo |
|                                     | Unión Cívica Radical                | 11.612                | 33,01                 | 5/15                  | Ver electos: - Celedonio Gutiérrez - Julio Ayala Torales - Raúl Segundo de Jesús Noble - Juan Luis López Carranza - Federico Ignacio Remonda                                                                                                 |
|                                     | Unión Cívica Radical Yrigoyenista   | 1.151                 | 3,27                  |                       | |
|                                     | Partido Demócrata Nacional          | 691                   | 1,96                  |                       | |
|                                     | Partido Laborista Tucumano          | 674                   | 1,92                  |                       | |
|                                     | Partido Socialista                  | 391                   | 1,11                  |                       | |
| Total de votos                      | Total de votos                      | 35.175                | 100                   |                       | |
| Electores registrados/participación | Electores registrados/participación | 51.720                | 68,01                 |                       | |
| Chicligasta 5 Electores             |                                     |                       |                       |                       | |
| Partido                             | Partido                             | Votos                 | %                     | Bancas                | Electos |
|                                     | Partido Laborista                   | 6.250                 | 61,57                 | 4/5                   | - Carlos Miguel Antonio Viana - Saturnino de Jesús Cúneo - Samuel Corso - Miguel Santos Roldán |
|                                     | Unión Cívica Radical                | 2.707                 | 26,67                 | 1/5                   | - Walter Rodríguez |
|                                     | Unión Cívica Radical Yrigoyenista   | 562                   | 5,54                  |                       | |
|                                     | Partido Demócrata Nacional          | 400                   | 3,94                  |                       | |
|                                     | Partido Laborista Tucumano          | 178                   | 1,75                  |                       | |
|                                     | Partido Socialista                  | 54                    | 0,53                  |                       | |
| Total de votos                      | Total de votos                      | 10.151                | 100                   |                       | |
| Electores registrados/participación | Electores registrados/participación | 13.214                | 76,82                 |                       | |
| Cruz Alta 6 Electores               |                                     |                       |                       |                       | |
| Partido                             | Partido                             | Votos                 | %                     | Bancas                | Electos |
|                                     | Partido Laborista                   | 12.021                | 85,19                 | 6/6                   | Ver electos: - Manuel Santos Suárez - Juan Carlos Pereyra - Fabián Humberto González Giménez - Seferino Rodríguez - Antonio Emilio Namen - Loreto Humberto Lucena                                                                            |
|                                     | Unión Cívica Radical                | 1.570                 | 11,13                 |                       | |
|                                     | Partido Demócrata Nacional          | 241                   | 1,71                  |                       | |
|                                     | Unión Cívica Radical Yrigoyenista   | 161                   | 1,14                  |                       | |
|                                     | Partido Socialista                  | 66                    | 0,47                  |                       | |
|                                     | Partido Laborista Tucumano          | 52                    | 0,37                  |                       | |
| Total de votos                      | Total de votos                      | 14.111                | 100                   |                       | |
| Electores registrados/participación | Electores registrados/participación | 18.049                | 78,18                 |                       | |
| Famaillá 6 Electores                |                                     |                       |                       |                       | |
| Partido                             | Partido                             | Votos                 | %                     | Bancas                | Electos |
|                                     | Partido Laborista                   | 9.101                 | 76,98                 | 6/6                   | Ver electos: - Marcos Reinaldo Campos - Héctor Emilio Morales - Manuel Augusto Santiago - Javier Francisco Leiva - Luis Roberto Castro - Ernesto Jesús Luna                                                                                  |
|                                     | Unión Cívica Radical                | 1.411                 | 11,94                 |                       | |
|                                     | Unión Cívica Radical Yrigoyenista   | 846                   | 7,16                  |                       | |
|                                     | Partido Demócrata Nacional          | 254                   | 2,15                  |                       | |
|                                     | Partido Socialista                  | 164                   | 1,39                  |                       | |
|                                     | Partido Laborista Tucumano          | 46                    | 0,39                  |                       | |
| Total de votos                      | Total de votos                      | 11.822                | 100                   |                       | |
| Electores registrados/participación | Electores registrados/participación | 15.653                | 75,53                 |                       | |
| Graneros 2 Electores                |                                     |                       |                       |                       | |
| Partido                             | Partido                             | Votos                 | %                     | Bancas                | Electos |
|                                     | Partido Laborista                   | 2.298                 | 58,97                 | 1/2                   | - Segundo Pastor Hernández |
|                                     | Unión Cívica Radical                | 1.339                 | 34,36                 | 1/2                   | - Lizondo Romano |
|                                     | Partido Demócrata Nacional          | 144                   | 3,70                  |                       | |
|                                     | Unión Cívica Radical Yrigoyenista   | 103                   | 2,64                  |                       | |
|                                     | Partido Socialista                  | 13                    | 0,33                  |                       | |
| Total de votos                      | Total de votos                      | 3.897                 | 100                   |                       | |
| Electores registrados/participación | Electores registrados/participación | 4.914                 | 79,30                 |                       | |
| Leales 2 Electores                  |                                     |                       |                       |                       | |
| Partido                             | Partido                             | Votos                 | %                     | Bancas                | Electos |
|                                     | Partido Laborista                   | 2.688                 | 54,60                 | 1/2                   | - Juan Víctor Morales |
|                                     | Unión Cívica Radical                | 1.376                 | 27,95                 | 1/2                   | - Miguel Saleme |
|                                     | Unión Cívica Radical Yrigoyenista   | 639                   | 12,98                 |                       | |
|                                     | Partido Demócrata Nacional          | 116                   | 2,36                  |                       | |
|                                     | Partido Laborista Tucumano          | 95                    | 1,93                  |                       | |
|                                     | Partido Socialista                  | 9                     | 0,18                  |                       | |
| Total de votos                      | Total de votos                      | 4.923                 | 100                   |                       | |
| Electores registrados/participación | Electores registrados/participación | 6.350                 | 77,53                 |                       | |
| Monteros 6 Electores                |                                     |                       |                       |                       | |
| Partido                             | Partido                             | Votos                 | %                     | Bancas                | Electos |
|                                     | Partido Laborista                   | 6.518                 | 58,31                 | 4/6                   | - David Leonor Almirón - Carlos Jonás Molina - Francisco Rodríguez - Juan Eduardo Rojas |
|                                     | Unión Cívica Radical                | 2.627                 | 23,50                 | 2/6                   | - Maximiliano E. Márquez Alurralde - Enrique Costilla |
|                                     | Unión Cívica Radical Yrigoyenista   | 1.097                 | 9,81                  |                       | |
|                                     | Partido Demócrata Nacional          | 386                   | 3,45                  |                       | |
|                                     | Partido Laborista Tucumano          | 336                   | 3,01                  |                       | |
|                                     | Partido Socialista                  | 214                   | 1,91                  |                       | |
| Total de votos                      | Total de votos                      | 11.178                | 100                   |                       | |
| Electores registrados/participación | Electores registrados/participación | 14.005                | 79,81                 |                       | |
| Río Chico 4 Electores               |                                     |                       |                       |                       | |
| Partido                             | Partido                             | Votos                 | %                     | Bancas                | Electos |
|                                     | Partido Laborista                   | 7.037                 | 72,73                 | 3/4                   | - Juan Aguirre - Ramón Ernesto Fuensalida - Onofre Coronel |
|                                     | Unión Cívica Radical                | 1.869                 | 19,32                 | 1/4                   | - Paulino Hipólito Delgado |
|                                     | Unión Cívica Radical Yrigoyenista   | 242                   | 2,50                  |                       | |
|                                     | Partido Demócrata Nacional          | 190                   | 1,96                  |                       | |
|                                     | Partido Laborista Tucumano          | 179                   | 1,85                  |                       | |
|                                     | Partido Socialista                  | 158                   | 1,63                  |                       | |
| Total de votos                      | Total de votos                      | 9.675                 | 100                   |                       | |
| Electores registrados/participación | Electores registrados/participación | 12.310                | 78,59                 |                       | |
| Tafí 3 Electores                    |                                     |                       |                       |                       | |
| Partido                             | Partido                             | Votos                 | %                     | Bancas                | Electos |
|                                     | Partido Laborista                   | 5.307                 | 67,75                 | 2/3                   | - José Luis Gálvez - Emiliano Hugo Rearte |
|                                     | Unión Cívica Radical                | 1.849                 | 23,61                 | 1/3                   | - Juan Villagra |
|                                     | Unión Cívica Radical Yrigoyenista   | 303                   | 3,87                  |                       | |
|                                     | Partido Demócrata Nacional          | 258                   | 3,29                  |                       | |
|                                     | Partido Laborista Tucumano          | 90                    | 1,15                  |                       | |
|                                     | Partido Socialista                  | 26                    | 0,33                  |                       | |
| Total de votos                      | Total de votos                      | 7.833                 | 100                   |                       | |
| Electores registrados/participación | Electores registrados/participación | 10.178                | 76,96                 |                       | |
| Trancas 2 Electores                 |                                     |                       |                       |                       | |
| Partido                             | Partido                             | Votos                 | %                     | Bancas                | Electos |
|                                     | Partido Laborista                   | 808                   | 41,02                 | 1/2                   | - Justo Mauricio Herrero |
|                                     | Unión Cívica Radical                | 667                   | 33,86                 | 1/2                   | - Carlos Alberto Paz |
|                                     | Partido Demócrata Nacional          | 458                   | 23,25                 |                       | |
|                                     | Unión Cívica Radical Yrigoyenista   | 37                    | 1,88                  |                       | |
| Total de votos                      | Total de votos                      | 1.970                 | 100                   |                       | |
| Electores registrados/participación | Electores registrados/participación | 2.680                 | 73,51                 |                       | |

### Cámara de Diputados
| Partido                             | Partido                             | Votos   | %     | Bancas |
| ----------------------------------- | ----------------------------------- | ------- | ----- | ------ |
|                                     | Partido Laborista                   | 73.850  | 47,07 | 29/34  |
|                                     | Unión Cívica Radical                | 24.108  | 15,37 | 5/34   |
|                                     | Unión Cívica Radical Yrigoyenista   | 6.177   | 3,94  |        |
|                                     | Partido Demócrata Nacional          | 3.683   | 2,35  |        |
|                                     | Partido Comunista                   | 2.621   | 1,67  |        |
|                                     | Defensa Provincial-Bandera Blanca   | 1.816   | 1,16  |        |
|                                     | Partido Laborista Tucumano          | 1.646   | 1,05  |        |
|                                     | Partido Socialista                  | 1.637   | 1,04  |        |
|                                     | Alianza Libertadora Nacionalista    | 607     | 0,39  |        |
| Total de votos                      | Total de votos                      | 116.145 | 100   |        |
| Electores registrados/participación | Electores registrados/participación | 156.887 | 74,03 |        |
| Fuentes:                            |                                     |         |       |        |

#### Resultados por departamentos
| Burruyacú 1 Diputado                | Burruyacú 1 Diputado                | Burruyacú 1 Diputado | Burruyacú 1 Diputado | Burruyacú 1 Diputado | Burruyacú 1 Diputado |
| Partido                             | Partido                             | Votos                | %                    | Bancas               | Electos |
| ----------------------------------- | ----------------------------------- | -------------------- | -------------------- | -------------------- | --- |
|                                     | Partido Laborista                   | 2.789                | 50,58                | 1/1                  | - Luis Santana |
|                                     | Unión Cívica Radical                | 1.737                | 31,50                |                      | |
|                                     | Unión Cívica Radical Yrigoyenista   | 547                  | 9,92                 |                      | |
|                                     | Partido Demócrata Nacional          | 258                  | 4,68                 |                      | |
|                                     | Partido Socialista                  | 116                  | 2,10                 |                      | |
|                                     | Partido Comunista                   | 59                   | 1,07                 |                      | |
|                                     | Partido Laborista Tucumano          | 8                    | 0,15                 |                      | |
| Total de votos                      | Total de votos                      | 5.514                | 100                  |                      | |
| Electores registrados/participación | Electores registrados/participación | 7.814                | 70,57                |                      | |
| Capital 10 Diputados                |                                     |                      |                      |                      | |
| Partido                             | Partido                             | Votos                | %                    | Bancas               | Electos |
|                                     | Partido Laborista                   | 19.333               | 54,46                | 7/10                 | - Luis Elizalde - Juan Felipe Basualdo - Juan Julio María Mirandou - Sergio Dardo Gómez - Isauro Froilán Silva - Raimundo Augusto Bianco - Ruperto Almaraz |
|                                     | Unión Cívica Radical                | 8.875                | 25,00                | 3/10                 | - Celestino Gelsi - Miguel Benito Mendoza Padilla - Carlos Julio García                                                                                    |
|                                     | Partido Comunista                   | 1.800                | 5,07                 |                      | |
|                                     | Defensa Provincial-Bandera Blanca   | 1.439                | 4,05                 |                      | |
|                                     | Unión Cívica Radical Yrigoyenista   | 1.435                | 4,04                 |                      | |
|                                     | Partido Demócrata Nacional          | 735                  | 2,07                 |                      | |
|                                     | Partido Socialista                  | 654                  | 1,84                 |                      | |
|                                     | Partido Laborista Tucumano          | 619                  | 1,74                 |                      | |
|                                     | Alianza Libertadora Nacionalista    | 607                  | 1,71                 |                      | |
| Total de votos                      | Total de votos                      | 35.497               | 100                  |                      | |
| Electores registrados/participación | Electores registrados/participación | 51.720               | 68,63                |                      | |
| Chicligasta 3 Diputados             |                                     |                      |                      |                      | |
| Partido                             | Partido                             | Votos                | %                    | Bancas               | Electos |
|                                     | Partido Laborista                   | 6.173                | 61,33                | 2/3                  | - Lorenzo Justiniano Rivarola - Lucas Gregorio Aguilera |
|                                     | Unión Cívica Radical                | 2.372                | 23,57                | 1/3                  | - Carlos Alberto Aignase |
|                                     | Partido Demócrata Nacional          | 578                  | 5,74                 |                      | |
|                                     | Unión Cívica Radical Yrigoyenista   | 577                  | 5,73                 |                      | |
|                                     | Partido Laborista Tucumano          | 172                  | 1,71                 |                      | |
|                                     | Partido Comunista                   | 90                   | 0,89                 |                      | |
|                                     | Partido Socialista                  | 59                   | 0,59                 |                      | |
|                                     | Defensa Provincial-Bandera Blanca   | 44                   | 0,44                 |                      | |
| Total de votos                      | Total de votos                      | 10.065               | 100                  |                      | |
| Electores registrados/participación | Electores registrados/participación | 13.214               | 76,17                |                      | |
| Cruz Alta 4 Diputados               |                                     |                      |                      |                      | |
| Partido                             | Partido                             | Votos                | %                    | Bancas               | Electos |
|                                     | Partido Laborista                   | 11.935               | 85,09                | 4/4                  | - Mario Evaristo Robledo - Francisco Palavecino Bustos - Segundo Simeón Moyano - Miguel Ángel Díaz                                                         |
|                                     | Unión Cívica Radical                | 1.276                | 9,10                 |                      | |
|                                     | Partido Demócrata Nacional          | 334                  | 2,38                 |                      | |
|                                     | Unión Cívica Radical Yrigoyenista   | 197                  | 1,40                 |                      | |
|                                     | Partido Comunista                   | 120                  | 0,86                 |                      | |
|                                     | Partido Socialista                  | 70                   | 0,50                 |                      | |
|                                     | Partido Laborista Tucumano          | 60                   | 0,43                 |                      | |
|                                     | Defensa Provincial-Bandera Blanca   | 35                   | 0,25                 |                      | |
| Total de votos                      | Total de votos                      | 14.027               | 100                  |                      | |
| Electores registrados/participación | Electores registrados/participación | 18.049               | 77,72                |                      | |
| Famaillá 4 Diputados                |                                     |                      |                      |                      | |
| Partido                             | Partido                             | Votos                | %                    | Bancas               | Electos |
|                                     | Partido Laborista                   | 9.051                | 76,39                | 4/4                  | - Juan Antonio González - José Pedro Fernando Riera - Manuel Antonio Osores - Luis Roberto Castro                                                          |
|                                     | Unión Cívica Radical                | 1.216                | 10,26                |                      | |
|                                     | Unión Cívica Radical Yrigoyenista   | 852                  | 7,19                 |                      | |
|                                     | Partido Demócrata Nacional          | 265                  | 2,24                 |                      | |
|                                     | Partido Socialista                  | 175                  | 1,48                 |                      | |
|                                     | Partido Comunista                   | 149                  | 1,26                 |                      | |
|                                     | Defensa Provincial-Bandera Blanca   | 98                   | 0,83                 |                      | |
|                                     | Partido Laborista Tucumano          | 43                   | 0,36                 |                      | |
| Total de votos                      | Total de votos                      | 11.849               | 100                  |                      | |
| Electores registrados/participación | Electores registrados/participación | 15.653               | 75,70                |                      | |
| Graneros 1 Diputado                 |                                     |                      |                      |                      | |
| Partido                             | Partido                             | Votos                | %                    | Bancas               | Electos |
|                                     | Partido Laborista                   | 2.590                | 66,99                | 1/1                  | - Humberto Paolini |
|                                     | Unión Cívica Radical                | 1.101                | 28,48                |                      | |
|                                     | Partido Demócrata Nacional          | 103                  | 2,66                 |                      | |
|                                     | Unión Cívica Radical Yrigoyenista   | 44                   | 1,14                 |                      | |
|                                     | Partido Comunista                   | 15                   | 0,39                 |                      | |
|                                     | Partido Socialista                  | 13                   | 0,34                 |                      | |
| Total de votos                      | Total de votos                      | 3.866                | 100                  |                      | |
| Electores registrados/participación | Electores registrados/participación | 4.914                | 78,67                |                      | |
| Leales 1 Diputado                   |                                     |                      |                      |                      | |
| Partido                             | Partido                             | Votos                | %                    | Bancas               | Electos |
|                                     | Partido Laborista                   | 2.500                | 51,38                | 1/1                  | - Jorge Alberto Fiad |
|                                     | Unión Cívica Radical                | 1.380                | 28,36                |                      | |
|                                     | Unión Cívica Radical Yrigoyenista   | 750                  | 15,41                |                      | |
|                                     | Defensa Provincial-Bandera Blanca   | 103                  | 2,12                 |                      | |
|                                     | Partido Laborista Tucumano          | 99                   | 2,03                 |                      | |
|                                     | Partido Comunista                   | 25                   | 0,51                 |                      | |
|                                     | Partido Socialista                  | 9                    | 0,18                 |                      | |
| Total de votos                      | Total de votos                      | 4.866                | 100                  |                      | |
| Electores registrados/participación | Electores registrados/participación | 6.350                | 76,63                |                      | |
| Monteros 4 Diputados                |                                     |                      |                      |                      | |
| Partido                             | Partido                             | Votos                | %                    | Bancas               | Electos |
|                                     | Partido Laborista                   | 6.455                | 58,20                | 3/4                  | - Luis Nicolás Medina - Francisco Carlos Curia - Antonio Roberto Bertero                                                                                   |
|                                     | Unión Cívica Radical                | 2.285                | 20,60                | 1/4                  | - Guillermo Curia |
|                                     | Unión Cívica Radical Yrigoyenista   | 1.144                | 10,31                |                      | |
|                                     | Partido Demócrata Nacional          | 431                  | 3,8                  |                      | |
|                                     | Partido Laborista Tucumano          | 358                  | 3,23                 |                      | |
|                                     | Partido Socialista                  | 349                  | 3,15                 |                      | |
|                                     | Partido Comunista                   | 67                   | 0,60                 |                      | |
|                                     | Defensa Provincial-Bandera Blanca   | 2                    | 0,02                 |                      | |
| Total de votos                      | Total de votos                      | 11.091               | 100                  |                      | |
| Electores registrados/participación | Electores registrados/participación | 14.005               | 79,19                |                      | |
| Río Chico 3 Diputados               |                                     |                      |                      |                      | |
| Partido                             | Partido                             | Votos                | %                    | Bancas               | Electos |
|                                     | Partido Laborista                   | 6.986                | 72,92                | 3/3                  | - Enrique Pascual Zarlenga - José Soberón (h) - Salvador Nepomuceno Ríos                                                                                   |
|                                     | Unión Cívica Radical                | 1.690                | 17,64                |                      | |
|                                     | Unión Cívica Radical Yrigoyenista   | 259                  | 2,70                 |                      | |
|                                     | Partido Laborista Tucumano          | 197                  | 2,06                 |                      | |
|                                     | Partido Demócrata Nacional          | 186                  | 1,94                 |                      | |
|                                     | Partido Socialista                  | 164                  | 1,71                 |                      | |
|                                     | Partido Comunista                   | 98                   | 1,02                 |                      | |
| Total de votos                      | Total de votos                      | 9.580                | 100                  |                      | |
| Electores registrados/participación | Electores registrados/participación | 12.310               | 77,82                |                      | |
| Tafí 2 Diputados                    |                                     |                      |                      |                      | |
| Partido                             | Partido                             | Votos                | %                    | Bancas               | Electos |
|                                     | Partido Laborista                   | 5.275                | 67,37                | 2/2                  | - Juan Calixto González - Aurelio Álvaro Fernández |
|                                     | Unión Cívica Radical                | 1.556                | 19,87                |                      | |
|                                     | Unión Cívica Radical Yrigoyenista   | 322                  | 4,11                 |                      | |
|                                     | Partido Demócrata Nacional          | 266                  | 3,40                 |                      | |
|                                     | Partido Comunista                   | 198                  | 2,53                 |                      | |
|                                     | Defensa Provincial-Bandera Blanca   | 95                   | 1,21                 |                      | |
|                                     | Partido Laborista Tucumano          | 90                   | 1,15                 |                      | |
|                                     | Partido Socialista                  | 28                   | 0,36                 |                      | |
| Total de votos                      | Total de votos                      | 7.830                | 100                  |                      | |
| Electores registrados/participación | Electores registrados/participación | 10.178               | 76,93                |                      | |
| Trancas 1 Diputado                  |                                     |                      |                      |                      | |
| Partido                             | Partido                             | Votos                | %                    | Bancas               | Electos |
|                                     | Partido Laborista                   | 763                  | 38,93                | 1/1                  | - Antonio Fagre |
|                                     | Unión Cívica Radical                | 620                  | 31,63                |                      | |
|                                     | Partido Demócrata Nacional          | 527                  | 26,89                |                      | |
|                                     | Unión Cívica Radical Yrigoyenista   | 50                   | 2,55                 |                      | |
| Total de votos                      | Total de votos                      | 1.960                | 100                  |                      | |
| Electores registrados/participación | Electores registrados/participación | 2.680                | 73,13                |                      | |

### Cámara de Senadores
| Partido                             | Partido                             | Votos   | %     | Bancas |
| ----------------------------------- | ----------------------------------- | ------- | ----- | ------ |
|                                     | Partido Laborista                   | 74.035  | 47,19 | 18/19  |
|                                     | Unión Cívica Radical                | 24.515  | 15,63 | 1/19   |
|                                     | Unión Cívica Radical Yrigoyenista   | 6.074   | 3,87  |        |
|                                     | Partido Demócrata Nacional          | 3.744   | 2,39  |        |
|                                     | Partido Comunista                   | 2.502   | 1,59  |        |
|                                     | Defensa Provincial-Bandera Blanca   | 1.791   | 1,14  |        |
|                                     | Partido Laborista Tucumano          | 1.625   | 1,04  |        |
|                                     | Partido Socialista                  | 1.509   | 0,96  |        |
|                                     | Alianza Libertadora Nacionalista    | 561     | 0,36  |        |
| Total de votos                      | Total de votos                      | 116.356 | 100   |        |
| Electores registrados/participación | Electores registrados/participación | 156.887 | 74,17 |        |
| Fuentes:                            |                                     |         |       |        |

#### Resultados por departamentos
| Burruyacú 1 Senador                 | Burruyacú 1 Senador                 | Burruyacú 1 Senador | Burruyacú 1 Senador | Burruyacú 1 Senador | Burruyacú 1 Senador                                                                       |
| Partido                             | Partido                             | Votos               | %                   | Bancas              | Electos                                                                                   |
| ----------------------------------- | ----------------------------------- | ------------------- | ------------------- | ------------------- | ----------------------------------------------------------------------------------------- |
|                                     | Partido Laborista                   | 2.770               | 49,81               | 1/1                 | - Llaud David Elgandur                                                                    |
|                                     | Unión Cívica Radical                | 1.800               | 32,37               |                     |                                                                                           |
|                                     | Unión Cívica Radical Yrigoyenista   | 542                 | 9,75                |                     |                                                                                           |
|                                     | Partido Demócrata Nacional          | 275                 | 4,95                |                     |                                                                                           |
|                                     | Partido Socialista                  | 107                 | 1,92                |                     |                                                                                           |
|                                     | Partido Comunista                   | 59                  | 1,06                |                     |                                                                                           |
|                                     | Partido Laborista Tucumano          | 8                   | 0,14                |                     |                                                                                           |
| Total de votos                      | Total de votos                      | 5.561               | 100                 |                     |                                                                                           |
| Electores registrados/participación | Electores registrados/participación | 7.814               | 71,17               |                     |                                                                                           |
| Capital 5 Senadores                 |                                     |                     |                     |                     |                                                                                           |
| Partido                             | Partido                             | Votos               | %                   | Bancas              | Electos                                                                                   |
|                                     | Partido Laborista                   | 19.376              | 53,53               | 4/5                 | - Juan Fernando de Lázaro - Eustaquio Benítez - Gervasio Álvarez - Héctor Aníbal Figueroa |
|                                     | Unión Cívica Radical                | 9.030               | 25,41               | 1/5                 | - Elías Forte                                                                             |
|                                     | Partido Comunista                   | 1.664               | 4,68                |                     |                                                                                           |
|                                     | Unión Cívica Radical Yrigoyenista   | 1.456               | 4,10                |                     |                                                                                           |
|                                     | Defensa Provincial-Bandera Blanca   | 1.435               | 4,04                |                     |                                                                                           |
|                                     | Partido Demócrata Nacional          | 787                 | 2,21                |                     |                                                                                           |
|                                     | Partido Laborista Tucumano          | 622                 | 1,75                |                     |                                                                                           |
|                                     | Partido Socialista                  | 603                 | 1,70                |                     |                                                                                           |
|                                     | Alianza Libertadora Nacionalista    | 561                 | 1,58                |                     |                                                                                           |
| Total de votos                      | Total de votos                      | 35.534              | 100                 |                     |                                                                                           |
| Electores registrados/participación | Electores registrados/participación | 51.720              | 68,70               |                     |                                                                                           |
| Chicligasta 2 Senadores             |                                     |                     |                     |                     |                                                                                           |
| Partido                             | Partido                             | Votos               | %                   | Bancas              | Electos                                                                                   |
|                                     | Partido Laborista                   | 6.200               | 62,00               | 2/2                 | - Guillermo Córdoba - Ernesto Damián Ance                                                 |
|                                     | Unión Cívica Radical                | 2.287               | 22,87               |                     |                                                                                           |
|                                     | Unión Cívica Radical Yrigoyenista   | 587                 | 5,87                |                     |                                                                                           |
|                                     | Partido Demócrata Nacional          | 551                 | 5,51                |                     |                                                                                           |
|                                     | Partido Laborista Tucumano          | 171                 | 1,71                |                     |                                                                                           |
|                                     | Partido Comunista                   | 91                  | 0,91                |                     |                                                                                           |
|                                     | Partido Socialista                  | 62                  | 0,62                |                     |                                                                                           |
|                                     | Defensa Provincial-Bandera Blanca   | 51                  | 0,51                |                     |                                                                                           |
| Total de votos                      | Total de votos                      | 10.000              | 100                 |                     |                                                                                           |
| Electores registrados/participación | Electores registrados/participación | 13.214              | 75,68               |                     |                                                                                           |
| Cruz Alta 2 Senadores               |                                     |                     |                     |                     |                                                                                           |
| Partido                             | Partido                             | Votos               | %                   | Bancas              | Electos                                                                                   |
|                                     | Partido Laborista                   | 11.970              | 85,16               | 2/2                 | - Juan Isidro Macías - Raúl Rómulo Fagioli                                                |
|                                     | Unión Cívica Radical                | 1.350               | 9,60                |                     |                                                                                           |
|                                     | Partido Demócrata Nacional          | 286                 | 2,03                |                     |                                                                                           |
|                                     | Unión Cívica Radical Yrigoyenista   | 167                 | 1,19                |                     |                                                                                           |
|                                     | Partido Comunista                   | 116                 | 0,83                |                     |                                                                                           |
|                                     | Partido Socialista                  | 69                  | 0,49                |                     |                                                                                           |
|                                     | Partido Laborista Tucumano          | 65                  | 0,48                |                     |                                                                                           |
|                                     | Defensa Provincial-Bandera Blanca   | 33                  | 0,23                |                     |                                                                                           |
| Total de votos                      | Total de votos                      | 14.056              | 100                 |                     |                                                                                           |
| Electores registrados/participación | Electores registrados/participación | 18.049              | 77,88               |                     |                                                                                           |
| Famaillá 2 Senadores                |                                     |                     |                     |                     |                                                                                           |
| Partido                             | Partido                             | Votos               | %                   | Bancas              | Electos                                                                                   |
|                                     | Partido Laborista                   | 9.071               | 75,91               | 2/2                 | - Delfor Sebastián Gallo - Ernesto Jesús Luna                                             |
|                                     | Unión Cívica Radical                | 1.302               | 10,90               |                     |                                                                                           |
|                                     | Unión Cívica Radical Yrigoyenista   | 845                 | 7,07                |                     |                                                                                           |
|                                     | Partido Demócrata Nacional          | 265                 | 2,22                |                     |                                                                                           |
|                                     | Partido Socialista                  | 172                 | 1,44                |                     |                                                                                           |
|                                     | Partido Comunista                   | 156                 | 1,31                |                     |                                                                                           |
|                                     | Defensa Provincial-Bandera Blanca   | 96                  | 0,80                |                     |                                                                                           |
|                                     | Partido Laborista Tucumano          | 43                  | 0,36                |                     |                                                                                           |
| Total de votos                      | Total de votos                      | 11.950              | 100                 |                     |                                                                                           |
| Electores registrados/participación | Electores registrados/participación | 15.653              | 76,34               |                     |                                                                                           |
| Graneros 1 Senador                  |                                     |                     |                     |                     |                                                                                           |
| Partido                             | Partido                             | Votos               | %                   | Bancas              | Electos                                                                                   |
|                                     | Partido Laborista                   | 2.583               | 66,54               | 1/1                 | - Silenio Gainzo                                                                          |
|                                     | Unión Cívica Radical                | 1.105               | 28,46               |                     |                                                                                           |
|                                     | Partido Demócrata Nacional          | 138                 | 3,55                |                     |                                                                                           |
|                                     | Unión Cívica Radical Yrigoyenista   | 26                  | 0,67                |                     |                                                                                           |
|                                     | Partido Comunista                   | 15                  | 0,39                |                     |                                                                                           |
|                                     | Partido Socialista                  | 14                  | 0,36                |                     |                                                                                           |
|                                     | Defensa Provincial-Bandera Blanca   | 1                   | 0,03                |                     |                                                                                           |
| Total de votos                      | Total de votos                      | 3.882               | 100                 |                     |                                                                                           |
| Electores registrados/participación | Electores registrados/participación | 4.914               | 79,00               |                     |                                                                                           |
| Leales 1 Senador                    |                                     |                     |                     |                     |                                                                                           |
| Partido                             | Partido                             | Votos               | %                   | Bancas              | Electos                                                                                   |
|                                     | Partido Laborista                   | 2.529               | 51,80               | 1/1                 | - Secundino Eudosio Barón                                                                 |
|                                     | Unión Cívica Radical                | 1.385               | 28,37               |                     |                                                                                           |
|                                     | Unión Cívica Radical Yrigoyenista   | 743                 | 15,22               |                     |                                                                                           |
|                                     | Defensa Provincial-Bandera Blanca   | 96                  | 1,97                |                     |                                                                                           |
|                                     | Partido Laborista Tucumano          | 95                  | 1,95                |                     |                                                                                           |
|                                     | Partido Comunista                   | 25                  | 0,51                |                     |                                                                                           |
|                                     | Partido Socialista                  | 9                   | 0,18                |                     |                                                                                           |
| Total de votos                      | Total de votos                      | 4.882               | 100                 |                     |                                                                                           |
| Electores registrados/participación | Electores registrados/participación | 6.350               | 76,88               |                     |                                                                                           |
| Monteros 2 Senadores                |                                     |                     |                     |                     |                                                                                           |
| Partido                             | Partido                             | Votos               | %                   | Bancas              | Electos                                                                                   |
|                                     | Partido Laborista                   | 6.467               | 58,15               | 2/2                 | - Alberto Marcelino Castillo - Jesús Dolores Gómez                                        |
|                                     | Unión Cívica Radical                | 2.382               | 21,42               |                     |                                                                                           |
|                                     | Unión Cívica Radical Yrigoyenista   | 1.101               | 9,90                |                     |                                                                                           |
|                                     | Partido Demócrata Nacional          | 466                 | 4,19                |                     |                                                                                           |
|                                     | Partido Laborista Tucumano          | 351                 | 3,16                |                     |                                                                                           |
|                                     | Partido Socialista                  | 285                 | 2,56                |                     |                                                                                           |
|                                     | Partido Comunista                   | 68                  | 0,61                |                     |                                                                                           |
|                                     | Defensa Provincial-Bandera Blanca   | 2                   | 0,02                |                     |                                                                                           |
| Total de votos                      | Total de votos                      | 11.122              | 100                 |                     |                                                                                           |
| Electores registrados/participación | Electores registrados/participación | 14.005              | 79,41               |                     |                                                                                           |
| Río Chico 1 Senador                 |                                     |                     |                     |                     |                                                                                           |
| Partido                             | Partido                             | Votos               | %                   | Bancas              | Electos                                                                                   |
|                                     | Partido Laborista                   | 7.018               | 73,33               | 1/1                 | - Domingo Bruno                                                                           |
|                                     | Unión Cívica Radical                | 1.679               | 17,54               |                     |                                                                                           |
|                                     | Unión Cívica Radical Yrigoyenista   | 244                 | 2,55                |                     |                                                                                           |
|                                     | Partido Laborista Tucumano          | 181                 | 1,89                |                     |                                                                                           |
|                                     | Partido Demócrata Nacional          | 180                 | 1,88                |                     |                                                                                           |
|                                     | Partido Socialista                  | 161                 | 1,68                |                     |                                                                                           |
|                                     | Partido Comunista                   | 107                 | 1,12                |                     |                                                                                           |
|                                     | Defensa Provincial-Bandera Blanca   | 1                   | 0,01                |                     |                                                                                           |
| Total de votos                      | Total de votos                      | 9.571               | 100                 |                     |                                                                                           |
| Electores registrados/participación | Electores registrados/participación | 12.310              | 77,75               |                     |                                                                                           |
| Tafí 1 Senador                      |                                     |                     |                     |                     |                                                                                           |
| Partido                             | Partido                             | Votos               | %                   | Bancas              | Electos                                                                                   |
|                                     | Partido Laborista                   | 5.285               | 67,38               | 1/1                 | - Ramón Adrián Araujo                                                                     |
|                                     | Unión Cívica Radical                | 1.552               | 19,79               |                     |                                                                                           |
|                                     | Unión Cívica Radical Yrigoyenista   | 326                 | 4,16                |                     |                                                                                           |
|                                     | Partido Demócrata Nacional          | 288                 | 3,67                |                     |                                                                                           |
|                                     | Partido Comunista                   | 201                 | 2,56                |                     |                                                                                           |
|                                     | Partido Laborista Tucumano          | 89                  | 1,13                |                     |                                                                                           |
|                                     | Defensa Provincial-Bandera Blanca   | 76                  | 0,97                |                     |                                                                                           |
|                                     | Partido Socialista                  | 27                  | 0,34                |                     |                                                                                           |
| Total de votos                      | Total de votos                      | 7.844               | 100                 |                     |                                                                                           |
| Electores registrados/participación | Electores registrados/participación | 10.178              | 77,07               |                     |                                                                                           |
| Trancas 1 Senador                   |                                     |                     |                     |                     |                                                                                           |
| Partido                             | Partido                             | Votos               | %                   | Bancas              | Electos                                                                                   |
|                                     | Partido Laborista                   | 766                 | 39,20               | 1/1                 | - Florentino Humberto L. Farina                                                           |
|                                     | Unión Cívica Radical                | 643                 | 32,91               |                     |                                                                                           |
|                                     | Partido Demócrata Nacional          | 508                 | 26,00               |                     |                                                                                           |
|                                     | Unión Cívica Radical Yrigoyenista   | 37                  | 1,89                |                     |                                                                                           |
| Total de votos                      | Total de votos                      | 1.954               | 100                 |                     |                                                                                           |
| Electores registrados/participación | Electores registrados/participación | 2.680               | 72,91               |                     |                                                                                           |